# 貓的孩子
貓的孩子是2018年公共電視文化事業基金會詩選電視劇《你的孩子不是你的孩子》的第二單元，改編自吳曉樂的作品《你的孩子不是你的孩子》中的人子，與貓的孩子，由陳慧翎、余慧君導演，鍾欣凌和劉修甫主演。描述主角在家族的壓力之下，為了獲得更好的成績，透過殺貓來宣洩情緒的故事。劇集在2018年7月14日首播，2019年10月榮譍第54屆金鐘獎電視電影獎。

## 製作
貓的孩子改編自散文中的人子，與貓的孩子一章，吳曉樂表示這是她當家教期間最不願回想的事情，編劇簡士耕表示是以恐怖片的方式在編劇。簡士耕表示，他與父親的關係為這部戲提供了諸多養份，例如他的成績經常被父母親提出來，成為家族聚會裡茶餘飯後的話題，雖然他的成績很優異，卻因為想報考藝術學科而遭到父親反對；這成為了在故事開頭，主角鍾國衍的家族成員聚會時互相比較成績的場景。簡士耕進一步地放大了鍾國衍面臨的壓力，這些來自同儕、家長與家族的壓力一個個化成了殘忍的東西，讓鍾國衍把必須這樣的壓力轉嫁到弱小的生物上，才會透過殺貓來宣洩。簡士耕原本以為虐貓情節會讓劇本被退回，沒想到和導演一拍即合。簡士耕指出，父母應該讓孩子自己成長；如果硬是要把孩子塑造成一個符合社會價值的人，孩子就會變成怪物。由於劇中涉及了虐貓情節，劇組在劇集播出後交待了貓的下落；劇組表示，拍攝時使用的貓都是流浪動物之家借來的貓，殺青後皆已被人收養。除了虐貓以外，故事中還呈現了貓咪生產的過程，當時陳慧翎正在家裡用餐，接到貓咪即將生產的電話後立即趕往拍攝地點，趕到時貓咪已產下第一隻貓，陳慧翎便等牠產下下一隻幼崽。

## 演員
孩子角色鍾國衍由劉修甫飾演，陳慧翎表示劉修甫具有角色膽怯、憂鬱的特質，這是劉修甫第一次演出長片，劉修甫表示，鍾國衍的成績並不算差，但卻仍然無法達到父母的要求，因此內心壓抑且扭曲，為了詮釋這種狀態，他看了《女生向前走》、《異度空間》等描述精神狀態的電影，並透過寫日記來尋找與角色的情緒相似的心理狀態。他在劇中有多場與貓大量接觸的戲，但他卻對貓毛過敏，因此在拍戲前都必須吃抗過敏藥，並與貓花一小時培養感情。在動作戲方面，劇中有幾段鍾國衍被霸凌的情節，儘管只有幾秒鐘，但也為此作了武術訓練，並學著與攝影機配合。在演出鍾國衍失控攻擊母親的情節時，劉修甫根據導演的指導，想像自己是一隻初生的幼貓，因此入戲並留下深刻印象。
貓的孩子中的母親角色小圓媽由鍾欣凌飾演。在鍾欣凌以2014年推出的《雨後驕陽》獲得最佳戲劇節目女主角獎的那一屆金鐘獎裡，陳慧翎是其中一位評審，她當時發現鍾欣凌不只是能演出偶像劇裡的甘草人物，而是有著強大內在能量的好演員，便有了想找她合作的念頭。另一方面，鍾欣凌也對陳慧翎的導演功力早有耳聞，她表示這次能合作算是完成一樁心願。鍾欣凌認為故事的議題黑暗、如履懸崖，但在聽完陳慧翎的說明後看到了希望，認為故事雖然殘酷卻也動人，並對臺灣能做出這麼棒的作品覺得感動。她飾演的小圓媽十分注重兒子的成就、在丈夫的家暴下選擇委曲求全，是屬於比較容易抓狂和嘶吼的母親，而鍾欣凌的表現也被導演稱讚為「女版曾志偉」。另外依據陳慧翎構想，小圓媽在二十年前身材纖瘦、是中國小姐等級的美女，但因家暴造成的壓力開始暴飲暴食，才會變成肥胖的大媽。鍾欣凌表示這次演出讓自己很爽，期待藉著戲劇讓在這種教育體制下學習做父母的人能獲得反省與曙光，她表示自己是在打罵教育中長大的，雖然也會打小孩，但往後會試著寬容地對待自己和小孩。
乾德門飾演阿衍的爺爺，劇本原先為了詮釋其失智的症狀，要讓他摸小圓媽的胸部以猥褻她，但乾德門認為自己「實在老臉拉不下來」，後來才改成靠在其胸前，演出失智後回到嬰兒時期的感覺。在拍完這部戲後，乾德門於2018年二月逝世，這部作品也成了他的遺作。

## 劇情大綱
即將考大學的高中生鍾國衍（劉修甫飾）由於成績不夠頂尖，不時受到家教老師的責備，而他的母親小圓媽（鍾欣凌飾）也面臨丈夫鍾家宏（邵昕飾）外遇、被大嫂欺負、遭失智的公公（乾德門飾）性騷擾等困擾，轉而將希望寄託在兒子身上，卻因此讓阿衍受到更大的壓力，讓他無處宣洩。某天晚上，阿衍將棄貓撿回家飼養，養貓成了小圓媽的愛好。
阿衍意外撞見資優生羅志葳（王渝屏飾）毆打同學的場景，羅志葳暗示自己在看到「藍色月亮」後進入了平行世界，並表示自己在平行世界裡毆打最後一名的學生，可以讓自己成為第一名，她勸阿衍找到適用於自己的規則。之後，她的精神狀況變得更加不穩定，並宣稱自己不斷在崩壞。小圓媽聘請的新任家庭教師姍姍（江沂宸飾）發現阿衍有學習障礙，她試圖減輕阿衍的學習壓力，並說服阿衍的父母，讓他們不要過度重視兒子的成績，但卻徒勞無功。因為阿衍考最後一名，他遭到羅志葳追打，阿衍反過來以磚塊重擊她。鍾家宏出面處理此事後，要求阿衍在下次模擬考取得滿分，但雙親的期望產生的壓力卻讓阿衍迷失自我，並因此看到了「藍色月亮」。他開始出現幻覺和記憶障礙，並藉著殺貓來舒緩自己的壓力，在他毒殺和淹死一隻隻的貓後，成績有所好轉，儘管小圓媽發現這件事，但她看在成績有進步的份上選擇視而不見。
姍姍老師注意到阿衍家中的貓只剩一隻，又發現阿衍似乎精神異常，便建議讓阿衍去看精神科，卻反被他拒於門外。大考之日，阿衍不斷聽到貓的叫聲並出現幻覺，致使他的成績一蹋糊塗，為了準備指考，小圓媽為阿衍報名補習班，但他不但沒有改善成績，還面臨更嚴酷的體罰，讓他再度試圖毒殺一隻貓，只是這次阿衍行跡敗露、遭警方帶回。阿衍的爺爺逝世，小圓媽摺了一卡車的紙蓮花打算燒給祂，跳樓自殺的羅志葳正好落在紙蓮花上，而載著阿衍的警車正好在旁，阿衍面臨母親的逼問，壓力終於潰堤，但小圓媽無法諒解兒子的行為，失望的她將自己的溫柔與疼愛都投注在愛貓身上，即使阿衍自殘也無法引起她的關注，逼得阿衍動手弒母。但在貓產下幼崽後，母子倆相視而笑，並試圖修復彼此的關係。後來阿衍改學水電，也改善了與母親的關係。
故事最後，阿衍問羅志葳：「如果你是耶穌（隱喻貓），我殺了你，那你要怎樣才能原諒我？」志葳問：「我是神？」，阿衍解釋：「不是神，是神的兒子。」於是志葳回答：「因為我不會死，所以我會讓你懺悔自己的愚蠢，然後乞求我的原諒。」之後兩人親密結伴同行。

## 評價
劉修甫的演出受到好評，作家柯志遠指出，他對情緒層次的揣摩恰如其分，面貌隨著劇情進展而丕變，戲劇張力十足，對於一個新人而言實在難得。柯志遠也給了鍾欣凌高度評價，認為她的演技從頭到尾都是影后水準。作家盧郁佳認為，該劇罕見地讓主角走向暴力一途，此種具挑戰性的手法令人佩服，他並分析劇中細節，指出角色都具有雙重人格，而這種性質透過平行世界來詮釋，例如鍾國衍表面上懦弱畏縮，但另一個人格殘暴而扭曲。小圓媽對兒子施以打罵教育，但對貓卻百般呵護。而故事的兩個結局也令觀眾反思何謂和解。諮商心理師林秋芬剖析主角身處的家庭，發現小圓媽在承受了丈夫的言語暴力及肢體暴力後，同樣以高壓態度面對阿衍的做法，讓阿衍承擔了這個瀕臨破碎的家庭能否繼續維繫的重任，而當阿衍沒有感到被愛，也就不會懂得愛人，進而做出打人和虐貓的行為。
影評藍祖蔚將1985年的電影《國四英雄傳》和貓的孩子互相比較，指出兩者的共通點都是家長對「不打不成器」的迷信，而這一點即使過了三十餘年也沒有消失，只是換了個方式繼續上演。另外也有觀眾認為，該劇與2018年上映的電影《藍色項圈》有相同的警世意味。

## 獎項紀錄
| 年份   | 頒獎典禮     | 獎項                         | 入圍者                                         | 結果 |
| ------ | ------------ | ---------------------------- | ---------------------------------------------- | ---- |
| 2019年 | 第54屆金鐘獎 | 電視電影獎                   | 《你的孩子不是你的孩子-貓的孩子》              | 獲獎 |
| 2019年 | 第54屆金鐘獎 | 迷你劇集／電視電影女主角獎   | 鍾欣凌                                         | 獲獎 |
| 2019年 | 第54屆金鐘獎 | 迷你劇集／電視電影新進演員獎 | 王渝屏                                         | 提名 |
| 2019年 | 第54屆金鐘獎 | 迷你劇集／電視電影新進演員獎 | 劉修甫                                         | 提名 |
| 2019年 | 第54屆金鐘獎 | 迷你劇集／電視電影導演獎     | 陳慧翎、余慧君                                 | 獲獎 |
| 2019年 | 第54屆金鐘獎 | 迷你劇集／電視電影編劇獎     | 簡士耕                                         | 提名 |
| 2019年 | 第54屆金鐘獎 | 戲劇類節目攝影獎             | 簡正傳、簡新祐                                 | 提名 |
| 2019年 | 第54屆金鐘獎 | 戲劇類節目剪輯獎             | 吳姿瑩                                         | 獲獎 |
| 2019年 | 第54屆金鐘獎 | 燈光獎                       | 李奇祥                                         | 提名 |
| 2019年 | 第54屆金鐘獎 | 美術設計獎                   | 吳若昀、黃明仁、賴琬婷、王重治、姚良奇、林佳齡 | 獲獎 |